# Auchenoglanis occidentalis
Auchenoglanis occidentalis és una espècie de peix de la família dels auquenoglanídids i de l'ordre dels siluriformes.
És un peix d'aigua dolça i de clima tropical (21 °C-25 °C). Es troba a la major part dels rius de l'Àfrica Occidental, el llac Txad, la conca sencera del riu Congo, el riu Nil, els llacs de l'Àfrica oriental i els rius Omo i Giuba.
Els mascles poden assolir 70 cm de longitud total.
És ovípar. És omnívor: menja plàncton, mol·luscs, llavors i detritus.